# Leiopicus medius
El pico mediano (Leiopicus medius) es un ave de la familia Picidae, que se encuentra ampliamente distribuido por el Paleártico occidental, desde Irán a la cordillera Cantábrica, en España, y desde Letonia al sureste de Turquía.
La población mundial está estimada en torno a los 140 000 parejas reproductoras, con el grueso de sus efectivos en el este y sureste europeos.

## Descripción
Su cabeza es roja, el plumaje es blanco en el pecho, rosado en el vientre bajo la cola, negro en el dorso negro con alas negras muy manchadas de blanco, y marcas negra en las partes laterales del cuello, que no se convierten en bigotes (como en el carpintero sirio (D. syriacus). Su cuerpo mide entre 20 y 22 cm de longitud, más pequeño que el picapinos (D. major), pero mayor que el carpintero pequeño (D. minor). Su envergadura asciende a 34 cm en promedio. El peso de un adulto varía entre 50 y 85 g. 

## Comportamiento

### Alimentación
Le gusta alimentarse en la parte alta en los árboles, tanto viejos y dañados como pies jóvenes, moviéndose constantemente y haciendo difícil observarlo con detenimiento. Se alimenta predominante de insectos y de sus larvas, que encuentra entre las ramas y ramitas y en las rugosidades de la corteza. Ocasionalmente perfora la madera en busca de insectos xilófagos aunque con menos frecuencia que otras especies similares. También toma la savia de los árboles y come semillas, especialmente de hayas, carpes y robles.

### Reproducción

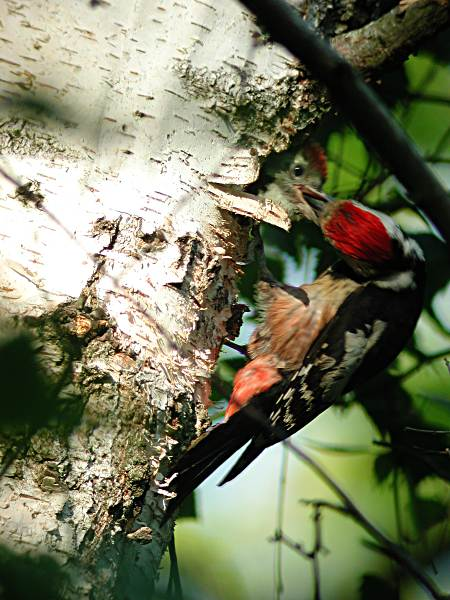
Dendrocopos medius alimentando su polluelo.

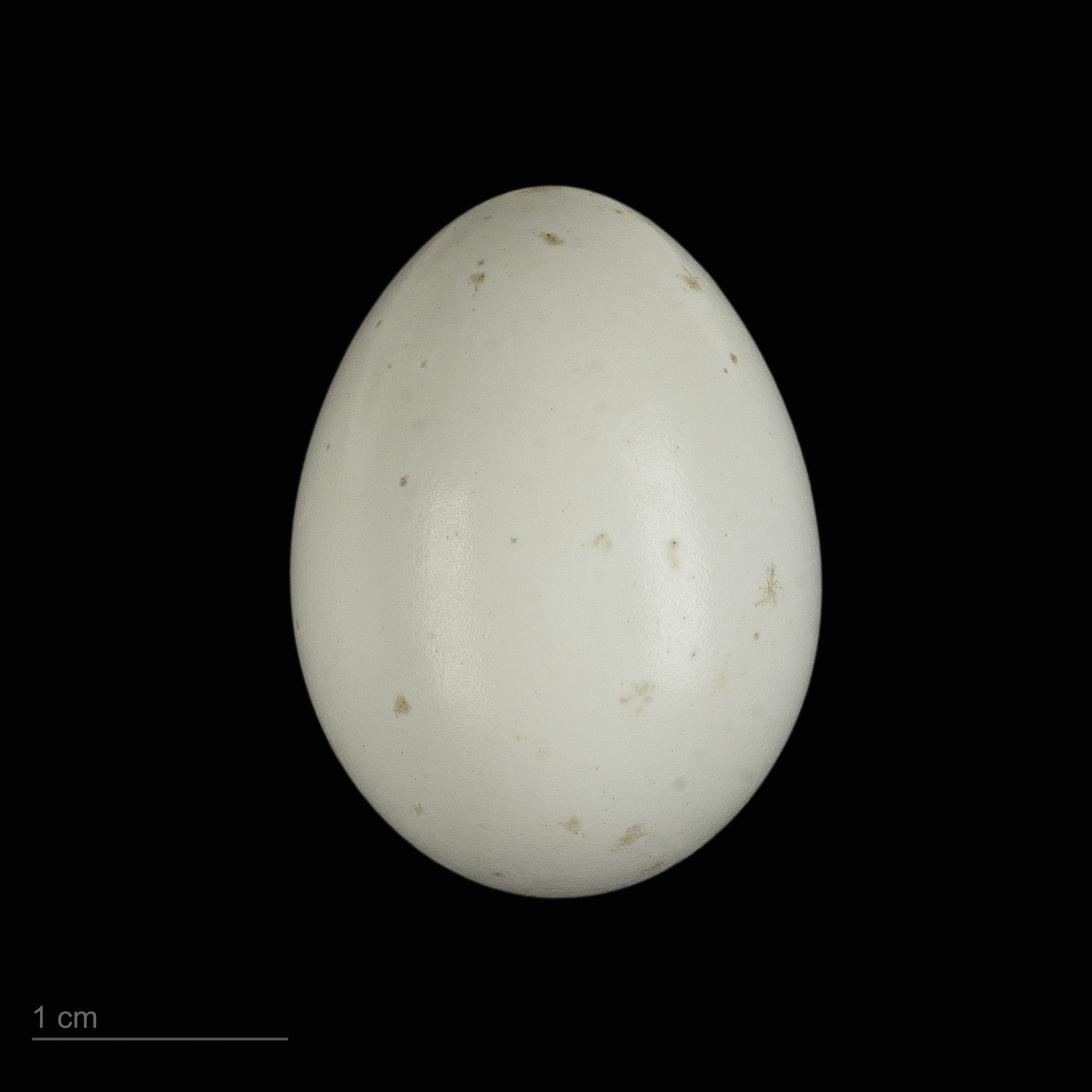
Dendrocopos medius - MHNT

En la estación de crianza excava un agujero, de cerca de los 5 cm de ancho, en algún tronco o en una rama gruesa. Pone cuatro a siete huevos y los incuba por 11 a 14 días. Los polluelos permanecen en el nido de 21 a 23 días.
Madura sexualmente al final del primer año. Durante la estación de crianza es monógamo. La asociación se debilita tras la crianza, pero puede continuar con distancia en el invierno y se renueva durante la temporada de celo principal. Desde finales de enero y más frecuentemente en febrero y marzo el macho teclea y hace llamados ruidosos desde su territorio. Si una hembra se acerca, el macho intensifica su llamado y realiza sorprendentes vuelos de flotación hasta que atrae a la hembra. A continuación la seduce. Al mismo tiempo se erizan las plumas rojas de su cabeza. La hembra examina el agujero preparado por el macho y adopta una postura para la cópula. Los primeros apareamientos tienen lugar en febrero y son frecuentes en marzo.

### Canto
Raramente se oye su teclear y nunca para propósitos territoriales, los cuales afirma mediante la canción gvayk gvayk gvayk gvayk gvayk, lenta y nasalizada. Su comportamiento es marcadamente territorial durante todo el año e incluye enfrentamientos con los carpinteros grandes. Las llamadas incluyen un rápido, kik kikikikik.

## Hábitat y distribución
Ocupa exclusivamente bosques maduros con abundante arbolado viejo o dañado, con sotobosque bien desarrollado. Es un pájaro discreto, que permanece generalmente arriba en los follajes, sobre las grandes ramas de los árboles. Prefiere regiones del bosque de hojas caducas, especialmente áreas con robles, carpes u olmos de arbolado denso.
Su área de distribución global coincide con la de los bosques templados caducifolios de Europa y Asia Menor. Empero, es extinto en Escandinavia y no encontrado de todos en Gran Bretaña o Irlanda.